# Ponte Vecchio (Ragusa)
Il Ponte Vecchio, o Ponte dei Cappuccini (anche chiamato Ponte Padre Scopetta), è il ponte più antico di Ragusa e attraversa la vallata Santa Domenica collegando il centro storico con la parte sud della città.

## Storia
All'inizio dell '800 si senti l'esigenza di unire il quartiere di San Giovanni al piccolo abitato che si stava sviluppando dall'altra parte della vallata Santa Domenica, attorno al convento dei Cappuccini. Fu Padre Gianbattista Occhipinti Scopetta dell'omonima famiglia Occhipinti col soprannome di "Scopetta", nomignolo molto conosciuto negli ambienti ragusani, a promuovere i lavori che iniziarono nel 1837 e si conclusero nel 1843. Carrabile fino agli anni '80 nel 1992 è stato restaurato e ripavimentato in pietra locale. Attualmente è adibito al solo passaggio pedonale e vi è vietato il transito ai veicoli a motore.

## Architettura
L'impalcato del ponte è composto da due ordini di archi a tutto sesto in muratura  (4 sull'ordine inferiore e 10 sul superiore). La sede stradale è larga circa 3,5 metri e permetteva il passaggio di un solo veicolo alla volta.

## Galleria d'immagini

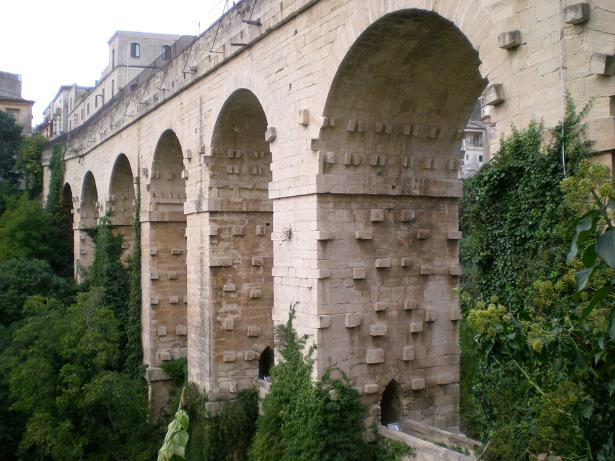
Dettaglio del "Ponte Vecchio".
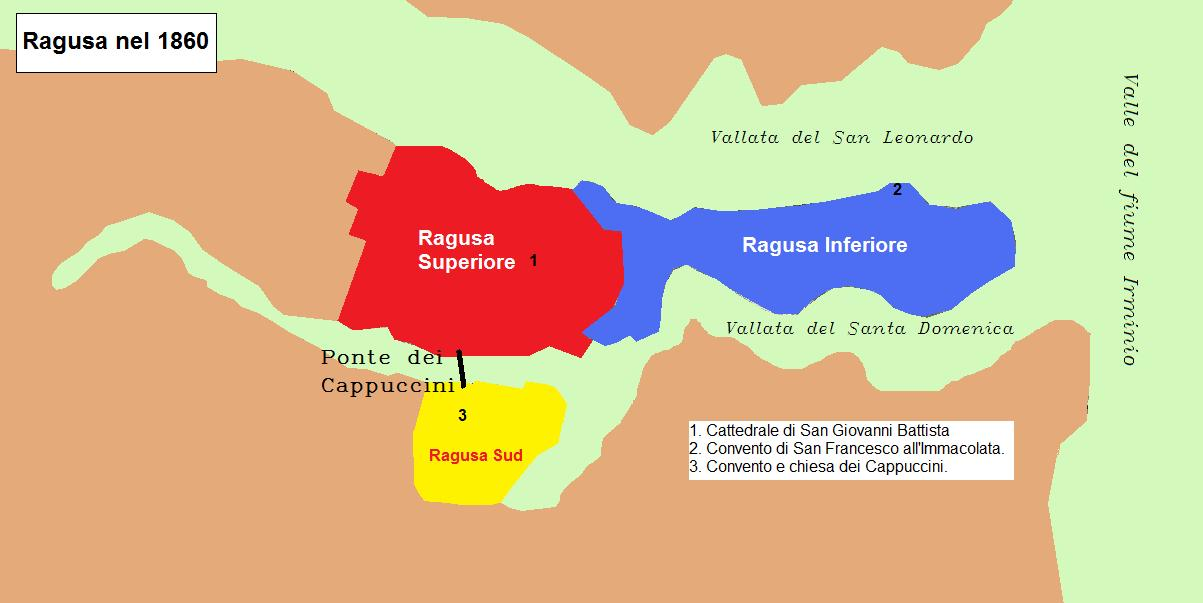
Mappa di Ragusa nel 1860, con il "Ponte Vecchio".